# Muguetajarra
Muguetajarra es un despoblado español del municipio de Unciti, perteneciente a la Comunidad Foral de Navarra. En 2023, la entidad singular de población no tenía empadronado ningún habitante.